# NWHL 2002/03
Die Saison 2002/03 war die fünfte Spielzeit der National Women’s Hockey League (NWHL), der höchsten kanadischen Spielklasse im Fraueneishockey zu dieser Zeit. Die neu in die Liga aufgenommenen Calgary Oval X-Treme besiegten im Meisterschaftsfinale die Beatrice Aeros mit 3:0 und sicherten sich damit ihren ersten Meistertitel der NWHL.

## Teilnehmer
Die Liga startete mit zehn Teilnehmern, davon zwei neue Teams: Die Western Division wurde durch die Vancouver Griffins sowie die neu aufgenommenen Calgary Oval X-Treme und Edmonton Chimos gebildet. Die ehemaligen Teams der Western Division bildeten nun die Central Division: die Beatrice Aeros, Brampton Thunder, Mississauga Ice Bears und die Telus Lightning. In der Eastern Division spielten weiterhin die Ottawa Raiders, Montréal Wingstar und die ehemaligen Sainte-Julie Panthères oder Metropol Le Cheyenne, die sich in Québec Avalanche umbenannten.

## Reguläre Saison

### Eastern Division
| Pl. | Mannschaft        | Sp | S  | U | OTN | N  | Tore    | Punkte |
| --- | ----------------- | -- | -- | - | --- | -- | ------- | ------ |
| 1.  | Montréal Wingstar | 36 | 18 | 3 | 0   | 15 | 083:081 | 39     |
| 2.  | Ottawa Raiders    | 36 | 13 | 1 | 2   | 20 | 096:122 | 29     |
| 3.  | Québec Avalanche  | 36 | 10 | 5 | 1   | 20 | 087:120 | 26     |

Abkürzungen: Pl. = Platz, Sp = Spiele, S = Siege, U = Unentschieden, OTN = Niederlagen nach Verlängerung (Overtime), N = Niederlagen

Erläuterungen: Direkt für das Play-off-Finale qualifiziert

### Central Division
| Pl. | Mannschaft            | Sp | S  | U | OTN | N  | Tore    | Punkte |
| --- | --------------------- | -- | -- | - | --- | -- | ------- | ------ |
| 1.  | Beatrice Aeros        | 36 | 32 | 1 | 0   | 3  | 201:054 | 65     |
| 2.  | Brampton Thunder      | 36 | 27 | 0 | 0   | 9  | 152:071 | 54     |
| 3.  | Mississauga Ice Bears | 36 | 19 | 3 | 1   | 13 | 122:111 | 42     |
| 4.  | Telus Lightning       | 36 | 0  | 1 | 1   | 34 | 054:236 | 2      |

Abkürzungen: Pl. = Platz, Sp = Spiele, S = Siege, U = Unentschieden, OTN = Niederlagen nach Verlängerung (Overtime), N = Niederlagen

Erläuterungen: Direkt für das Play-off-Finale qualifiziert

### Western Division
| Pl. | Mannschaft           | Sp | S  | U | OTN | N  | Tore    | Punkte |
| --- | -------------------- | -- | -- | - | --- | -- | ------- | ------ |
| 1.  | Calgary Oval X-Treme | 24 | 23 | 0 | 0   | 1  | 144:037 | 46     |
| 2.  | Vancouver Griffins   | 24 | 10 | 0 | 1   | 13 | 082:092 | 21     |
| 3.  | Edmonton Chimos      | 24 | 3  | 0 | 1   | 20 | 035:132 | 7      |

Abkürzungen: Pl. = Platz, Sp = Spiele, S = Siege, U = Unentschieden, OTN = Niederlagen nach Verlängerung (Overtime), N = Niederlagen

Erläuterungen: Direkt für das Play-off-Finale qualifiziert

### Statistik
Quelle: NWHL

#### Beste Scorerinnen Central/Eastern
Abkürzungen: Sp = Spiele, T = Tore, V = Assists, Pkt = Punkte, SM = Strafminuten; Fett: Saisonbestwert
| Spieler            | Mannschaft            | Sp | T  | V  | Pkt | SM |
| ------------------ | --------------------- | -- | -- | -- | --- | -- |
| Jayna Hefford      | Brampton Thunder      | 30 | 37 | 25 | 62  | 32 |
| Annie Desrosiers   | Beatrice Aeros        | 35 | 35 | 24 | 59  | 28 |
| Geraldine Heaney   | Beatrice Aeros        | 32 | 20 | 33 | 53  | 40 |
| Amanda Benoit-Wark | Beatrice Aeros        | 27 | 20 | 30 | 50  | 20 |
| Amy Turek          | Beatrice Aeros        | 29 | 19 | 29 | 48  | 22 |
| Vicky Sunohara     | Brampton Thunder      | 30 | 20 | 27 | 47  | 24 |
| Sommer West        | Beatrice Aeros        | 27 | 21 | 23 | 44  | 59 |
| Kira Misikowetz    | Mississauga Ice Bears | 33 | 18 | 26 | 44  | 61 |
| Heather Logan      | Beatrice Aeros        | 32 | 19 | 22 | 41  | 18 |
| Jessica Tabb       | Beatrice Aeros        | 34 | 13 | 25 | 38  | 14 |

#### Beste Scorerinnen Western
| Spieler          | Mannschaft         | Sp | T  | V  | Pkt | SM |
| ---------------- | ------------------ | -- | -- | -- | --- | -- |
| Cammi Granato    | Vancouver Griffins | 24 | 23 | 23 | 46  | 12 |
| Danielle Goyette | Calgary X-Treme    | 17 | 23 | 20 | 43  | 21 |
| Kelly Béchard    | Calgary X-Treme    | 20 | 13 | 26 | 39  | 26 |
| Shelley Looney   | Vancouver Griffins | 24 | 10 | 25 | 35  | 12 |
| Dana Antal       | Calgary X-Treme    | 20 | 19 | 15 | 34  | 6  |
| Kaley Hall       | Calgary X-Treme    | 22 | 13 | 17 | 30  | 18 |
| Nancy Drolet     | Vancouver Griffins | 23 | 19 | 10 | 29  | 14 |

#### Beste Torhüterinnen Eastern/Central
Abkürzungen: Sp = Spiele, Min = Eiszeit (in Minuten), S = Siege, U = Unentschieden, N = Niederlagen, GT = Gegentore, SO = Shutouts, GTS = Gegentorschnitt; Fett: Saisonbestwert
| Spieler            | Mannschaft            | Sp | Min    | S  | U  | N | GT | SO | GTS  | SaT | Svs | Sv%  |
| ------------------ | --------------------- | -- | ------ | -- | -- | - | -- | -- | ---- | --- | --- | ---- |
| Sami Jo Small      | Beatrice Aeros        | 19 | 932:30 | 16 | 1  | 0 | 16 | 4  | 1,03 | 314 | 298 | 94,9 |
| Kendra Fisher      | Beatrice Aeros        | 23 | 1228   | 17 | 1  | 1 | 39 | 1  | 1,91 | 510 | 471 | 92,4 |
| Erika Silva        | Brampton Thunder      | 26 | 1560   | 18 | 8  | 0 | 55 | 2  | 2,12 | 666 | 611 | 91,7 |
| Keely Brown        | Mississauga Ice Bears | 15 | 864    | 9  | 3  | 2 | 31 | 0  | 2,15 | 374 | 343 | 91,7 |
| Charline Labonté   | Montréal Wingstar     | 18 | 961    | 9  | 8  | 1 | 35 | 5  | 2,19 | 560 | 525 | 93,8 |
| Marie-France Yates | Ottawa Raiders        | 19 | 1077   | 8  | 9  | 1 | 41 | 3  | 2,28 | 506 | 465 | 91,9 |
| Jessika Audet      | Montréal Wingstar     | 19 | 1094   | 8  | 6  | 2 | 43 | 2  | 2,36 | 620 | 577 | 93,1 |
| Emmanuelle Cabana  | Québec Avalanche      | 29 | 1599   | 6  | 18 | 4 | 89 | 1  | 3,34 | 833 | 744 | 89,3 |

#### Beste Torhüterinnen Western
| Spieler           | Mannschaft         | Sp | Min  | S  | U  | N | GT | SO | GTS  | SaT | Svs | Sv%  |
| ----------------- | ------------------ | -- | ---- | -- | -- | - | -- | -- | ---- | --- | --- | ---- |
| Brittony Chartier | Calgary X-Treme    | 9  | 500  | 8  | 0  | 0 | 11 | 3  | 1,32 | 170 | 159 | 93,5 |
| Amanda Tapp       | Calgary X-Treme    | 14 | 820  | 13 | 1  | 0 | 22 | 4  | 1,61 | 287 | 265 | 92,3 |
| Jennifer Price    | Vancouver Griffins | 21 | 1159 | 9  | 11 | 0 | 74 | 2  | 3,83 | 677 | 603 | 89,1 |
| Leslie Reddon     | Edmonton Chimos    | 10 | 490  | 1  | 8  | 0 | 42 | 0  | 5,14 | 303 | 261 | 86,1 |
| Janine Widsten    | Edmonton Chimos    | 9  | 529  | 1  | 8  | 0 | 54 | 0  | 6,12 | 342 | 288 | 84,2 |

## Play-offs

### Central Division
Halbfinale
| 26. März 2003 | Brampton Thunder | 0:1 | Mississauga Ice Bears | Brampton Sports Centre, Brampton |

| 28. März 2003 | Mississauga Ice Bears | 5:3 Stand: 2:0 | Brampton Thunder | Oakville Ice Sports, Oakville |

Finale
| 11. April 2003 | Beatrice Aeros | 6:1 | Mississauga Ice Bears | Beatrice Ice Gardens, North York, Toronto |

|  | Mississauga Ice Bears | 2:5 Stand: 2:0 | Beatrice Aeros | Oakville Ice Sports, Oakville |

### Western Division
| 1. März 2003 | Calgary Oval X-Treme | 9:2 (2:1, 2:1, 5:0) | Vancouver Griffins | Olympic Oval, Calgary |

| 2. März 2003 | Calgary Oval X-Treme | 8:2 (1:2, 5:0, 2:0) Stand: 2:0 | Vancouver Griffins | Olympic Oval, Calgary |

### Eastern Division
| 9. März 2003 | Montréal Wingstar C. Bertrand (2:32) C. Bertrand (14:34) V. Bilodeau (43:32) E. Latoures (45:34) | 4:0 (2:0, 0:0, 2:0) | Ottawa Raiders | Centre Étienne Desmarteau, Montreal |

| 22. März 2003 | Ottawa Raiders | 3:2 | Montréal Wingstar | Barbara Ann Scott Arena, Ottawa |

| 23. März 2003 | Montréal Wingstar | 6:3 Stand: 2:1 | Ottawa Raiders | Centre Étienne Desmarteau, Montreal |

### NWHL-Championship-Cup
| 18. April 2003 13:00 Uhr | Calgary Oval X-Treme |  | Montréal Wingstar | Brampton Centre, Brampton |

| 18. April 2003 16:00 Uhr | Beatrice Aeros |  | Brampton Thunder | Brampton Centre, Brampton |

| 19. April 2003 13:00 Uhr | Calgary Oval X-Treme D. Antal (12:01) D. Goyette K. Béchard | 3:0 (1:0, 1:0, 1:0) | Beatrice Aeros | Brampton Centre, Brampton |